# Karl Straub (Politiker)
Karl Straub (* 1. Juli 1971 in Ingolstadt) ist ein bayerischer Politiker (CSU), Mitglied des Bayerischen Landtags und Unternehmer.

## Ausbildung und Beruf
Straub wuchs in Wolnzach im Landkreis Pfaffenhofen an der Ilm auf und besuchte dort von 1977 bis 1981 die Grundschule. Das Schyren-Gymnasium in Pfaffenhofen verließ er 1987 vorzeitig mit Abschluss der Mittleren Reife. Nach einer Lehre zum Bankkaufmann begann er 1992 eine zweite Ausbildung zum Kfz-Mechaniker und ab 1992 zum Kfz-Betriebswirt an der Bundesfachschule für Betriebswirtschaft im Kraftfahrzeuggewerbe in Calw. Nach Beendigung seiner Ausbildung 1994 trat er in das Autohaus seines Vaters in Wolnzach als geschäftsführender Gesellschafter ein. Zwischenzeitlich leistete Straub noch seinen 15-monatigen Grundwehrdienst bei der Bundeswehr von 1995 bis 1996. Im Jahr 1997 übernahm er das Unternehmen als Inhaber.
In seinem Heimatort Wolnzach engagierte sich Straub als Ortsvorsitzender des Bunds der Selbstständigen sowie als Vorsitzender des Wolnzacher Gewerbeverbandes.
Am 20. Dezember 2018 meldete Straub die Insolvenz für sein Unternehmen an. Betroffen waren rund 48 Mitarbeiter. Am 1. März 2019 wurde das eigentliche Insolvenzverfahren eröffnet. Der Insolvenzverwalter konnte die beiden Standorte in Mainburg und Pfaffenhofen schuldenfrei an zwei neue Betreiber übertragen. Für den dritten Standort in Wolnzach – die Firmenzentrale Autohauses – wurde kein Käufer gefunden. Aufgrund von Unregelmäßigkeiten im Insolvenzverfahren ermittelte die Staatsanwaltschaft Ingolstadt gegen ihn wegen des Verdachts auf Steuerhinterziehung, Insolvenzverschleppung und Betrug. Während die übrigen Ermittlungen eingestellt wurden, erhielt er 2021 wegen Betrugs einen Strafbefehl über 310 Tagessätze, den er akzeptierte. Damit gilt er als vorbestraft.

## Politische Laufbahn

### Kommunalpolitik
Im Jahr 2004 trat Straub in die CSU ein. Bei den Kommunalwahlen am 2. März 2008 wurde Karl Straub in den Marktgemeinderat Wolnzach gewählt. Im Jahre 2009 stieg er innerhalb des CSU-Kreisverbandes Pfaffenhofen a. d. Ilm zum Vorsitzenden auf. Dieses Amt legte er im November 2011 nieder.
Bei den Kommunalwahlen am 16. März 2014 wurde Straub wieder in den Marktgemeinderat Wolnzach gewählt. Als Spitzenkandidat auf der CSU-Kreistagsliste zog er am 1. Mai 2014 auch in den Pfaffenhofener Kreistag ein.
Am 4. Mai 2015 übernahm Straub wiederum den Vorsitz im CSU-Kreisverbandes Pfaffenhofen a. d. Ilm.

### Bayerischer Landtag
Am 31. Juli 2012 wurde Straub als CSU-Direktkandidat für den bayerischen Landtag im Stimmkreis Pfaffenhofen a.d.Ilm mit 75 gegen 45 Delegiertenstimmen nominiert. Bei der darauf folgenden Landtagswahl 2013 gewann er das Direktmandat mit 47,1 Prozent der Stimmen. Seit dem 7. Oktober 2013 ist Karl Straub Mitglied des Bayerischen Landtags. Dort saß er zunächst als Mitglied im Ausschuss für Bundes- und Europaangelegenheiten sowie regionale Beziehungen und im Ausschuss für Verfassung, Recht und Parlamentsfragen. Ende des Jahres 2014 wechselte Straub vom Europa-Ausschuss in den Ausschuss für Eingaben und Beschwerden.
Bei der folgenden Landtagswahl 2018 gewann Straub sein Direktmandat erneut mit 35,7 Prozent aller Erststimmen und lag damit 4,1 Prozentpunkte unter dem Zweitstimmenergebnis der CSU. Bei der Landtagswahl 2023 zog er erneut in den Landtag ein. Aktuell ist er Mitglied des Ausschusses für Eingaben und Beschwerden und Mitglied des Ausschusses für Verfassung, Recht, Parlamentsfragen und Integration.
Am 8. November 2023 wurde er zum Integrationsbeauftragten der Bayerischen Staatsregierung ernannt.

## Politische Standpunkte

### Parteien

#### CSU
Innerhalb von Fraktion und Partei gilt Straub als linientreuer CSU-Politiker: „Ich sehe mich nicht als CSU-Revoluzzer“. Beim Machtkampf zwischen Markus Söder und Horst Seehofer nach der Bundestagswahl 2017 gehörte Straub zu den acht CSU-Kreisvorsitzenden aus Oberbayern, die in einem Brief an Ministerpräsident Horst Seehofer ihre Sorge um die Partei äußerten. Er schlug sich damit bereits frühzeitig auf die Seite des Franken Markus Söder, den er als ausgezeichneten Finanzminister lobte, darüber hinaus ihm auch den Parteivorsitz zutraute und ausdrücklich auch das Amt des Ministerpräsidenten. Eigene Ambitionen für „höhere Weihen“ auf der Karriereleiter strebe Straub nicht an. Als Erwin Huber 2018 im Unionsstreit zum umstrittenen Masterplan Migration von Bundesinnenminister Seehofer dessen Rücktritt als „unausweichlich“ wertete, plädierte Straub ausdrücklich für Seehofer, dass dieser sowohl Parteivorsitz als auch das Amt des Bundesinnenministers weiter behalte.

#### Verhältnis zur AfD
Straubs Haltung zur AfD wirkte bislang ambivalent. Einerseits gestand er vor der Bundestagswahl 2017 der AfD zu, auf den „ersten Blick überzeugende Inhalte“ zu bieten, aber die Personen dahinter „taugen nix“. In einem anderen Fall sagte Straub aus Protest seine Teilnahme an einer DGB-Podiumsdiskussion zur Landtagswahl 2018 ab, weil der örtliche DGB-Kreisverband den AfD-Kandidaten bewusst nicht eingeladen hatte.

### Asylpolitik
Anlässlich der Sondierungsgespräche im Januar 2018 zwischen Union und SPD um eine Koalition sprach sich Straub für die weitere Aussetzung des Familiennachzugs u. a. nach Asylgesetz § 26 und Art. 16a GG für subsidiär Schutzberechtigte speziell auch aus nordafrikanischen Ländern aus, weil diese laut einer Studie mit neunfach höherer Wahrscheinlichkeit straffällig würden bzw. deren Asylanträge zu 100 % abgelehnt würden.

### Religion
Straub unterstützte 2018 die Kritik von CSU-Bundesinnenminister Horst Seehofer an dem umstrittenen Satz des ehemaligen Bundespräsidenten Christian Wulff „Der Islam gehört zu Deutschland“, denn „der Islam sei nun mal nicht Teil des deutschen Grundwertesystems“. Straub ist Berfürworter des bayerischen Kreuzerlasses.

### Sicherheit
Straub stimmte am 15. Mai 2018 auf Linie mit der CSU-Fraktion für das umstrittene Polizeiaufgabengesetz (PAG). Kritiker am PAG stuft Straub u. a. als „unsachlich“ und Lügner herab, die „unbegründete Ängste schüren“.

### Umwelt
Ursprünglich stand Straub 2012 hinter der gemeinsamen Windkraftplanung der 19 Landkreisgemeinden in Form einer bayernweit einmaligen Positivplanung mit 950 bzw. 650 Metern Abstand zur Wohnbebauung. Als CSU-Ministerpräsident Horst Seehofer im Januar 2014 eine Verschärfung der Abstandsregelungen auf 2000 Meter forderte, kritisierte Straub anfänglich diese deutlich, schwenkte dann aber auf Parteilinie und stützt seitdem die 10H-Regelung.

### Verkehr
Straub befürwortete den Bau der dritten Startbahn am Münchner Franz Josef Strauß Flughafen. Im Landtag stimmte er am 3. Februar 2015 gegen die Annahme einer Massenpetition und damit gegen die Argumentation für einen weiteren Abwägungsprozess, den 82.000 Bürger mit einem Stopp der Startbahn-Planungen gefordert hatten.

## Privates
Straub ist wohnhaft in Wolnzach. Er ist verheiratet und hat zwei Söhne. Er ist begeisterter Läufer und absolvierte drei Marathonläufe.